# Cristià de Danneskiold-Samsoe
Cristià de Danneskiold-Samsoe (en danès Christian Danneskiold-Samsøe; Verona, 1 d'agost de 1702 - Copenhaguen, 17 de febrer de 1728) fou un noble danès, fill de Cristià de Gyldenlove-Samsoe (1674-1703) i de Dorotea Krag (1675-1754).
Era fill d'una família de nobles danesos, comte de Samsoe i baró de Lindsborg i Høgholm. El 1721 va ser nomenat Cavaller de Dannebrog i 4 anys més tard, diputat de Søetatens Generalkommissariat. Des de molt jove va mostrar un gran interès per l'estudi i va reunir una gran biblioteca.

## Matrimoni i fills
Cristià es va casar dues vegades. En primeres núpcies, el 24 d'abril de 1721 amb la comtessa Conradina Cristina de Friis (1699-1723), filla de Niels Friis (1665-1699) i de Cristina Sofia de Reventlow (1672-1757). D'aquest primer matrimoni en nasqueren tres fills:
- Frederic Cristià (1722-1778), casat primer amb la baronessa Nicol de Rosenkrands (1721-1771), i després amb Sofia Frederica de Kleist (1747-1814).
- Cristià Nicolau (1723-1724)
- Ulric Adolf (1723-1751)

I en segones núpcies, el 4 d'octubre de 1724, es va casar amb Caterina Cristina de Holstein (1704-1795), filla de Cristià Frederic de Holstein. Fills d'aquest segon matrimoni són:
- Conradina Cristina (1726-1786)
- Sofia Dorotea (1727-1797)
- Cristina (1728-1814)